# Cladocolea glauca
Cladocolea glauca är en tvåhjärtbladig växtart som beskrevs av Kuijt. Cladocolea glauca ingår i släktet Cladocolea och familjen Loranthaceae. Inga underarter finns listade i Catalogue of Life.